# Make My Video: Kris Kross
Make My Video: Kris Kross est un jeu vidéo en full motion video de montage multimédia sorti en 1992 sur Mega-CD. Le jeu a été développé par Digital Pictures puis édité par Sega of America.
Le jeu met en scène le groupe Kris Kross.